# Чакабаев, Сакен Ержанович
Сакен Ержанович Чакабаев (26 февраля 1926, Гурьев, Казахская ССР, СССР — 31 июля 2011, Алма-Ата, Казахстан) — советский и казахский научный и государственный деятель. геолог. кандидат геолого-минералогических наук (1953), профессор. Заслуженный геолог-разведчик Казахской ССР (1972). Лауреат Государственной премии СССР (1982). Лауреат Государственной премии Казахской ССР (1976).

## Биография
Родился 26 февраля 1926 года в Атырау.
В 1943 по 1945 годы окончил Казахский горно-металлургический институт.
В 1945 по 1949 годы окончил Московский нефтяной институт имени И. М. Губкина по специальности «Геология и разведка нефтяных и газовых месторождений».
В 1950 по 1953 годы младший научный сотрудник, заведующий сектором Института геологических наук АН Казахской ССР.
В 1960 по 1972 годы директор Казахского научно-исследовательского геологоразведочного нефтяного института.
В 1972 по 1978 годы заместитель Министра геологии Казахской ССР.
В 1978 по 1987 годы Министр геологии Казахской ССР.
С 1987 года персональный пенсионер Республики Казахстана.
В 1985 по 1989 годы избирался депутатом Верховного Совета Казахской ССР 10-го созыва.
В 1981 году избран кандидатом в члены ЦК КПСС.

## Научные, литературные труды
Автор более 80 научных работ (в том числе 5 монография), 127 научных работ.
кандидат геолого-минералогических наук (1953), профессор.

## Награды и звания
- Государственная премия Казахской ССР (1976)
- Государственная премия СССР (1982)
- Орден Октябрьской Революции
- Орден Трудового Красного Знамени (дважды)
- Орден Парасат
- Медаль «За трудовое отличие» (Казахстан)
- Медаль «В ознаменование 100-летия со дня рождения Владимира Ильича Ленина»
- Медаль «Ветеран труда»
- Награждён Почётной грамотой Верховного Совета Казахской ССР (дважды)
- Почётный разведчик недр Республики Казахстан (2002)
- Заслуженный геолог-разведчик Казахской ССР (1972)
- Знак «Отличник разведки недр СССР» (1965)